# Azeglio (nome)
Azeglio  è un nome proprio di persona italiano maschile.

## Varianti
- Maschili: Azelio[1][2], Azzeglio[1][2], Azzello[1][2], Dazeglio, Dazelio
  - Ipocoristici: Zelio[1][2], Zelino[1]
- Femminili: Azeglia[1], Azelia[1], Azzeglia[1], Azzella[1]
  - Ipocoristici: Zelia[1], Zelina[1][2]

## Origine e diffusione

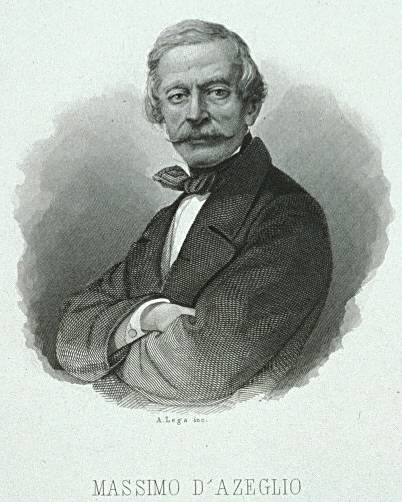
Massimo d'Azeglio

Molto probabilmente, si tratta di una ripresa del cognome di Massimo d'Azeglio, lo scrittore e politico del 1800 i cui romanzi ebbero particolare fortuna; etimologicamente, "Azeglio" deriva dal latino agellus, che significa "podere", "piccolo campo", termine da cui deriva anche il toponimo di Azeglio, un comune in provincia di Torino.

## Onomastico
L'onomastico si può festeggiare il 1º novembre, giorno di Ognissanti, poiché il nome non possiede santo patrono ed è quindi adespota.

## Persone

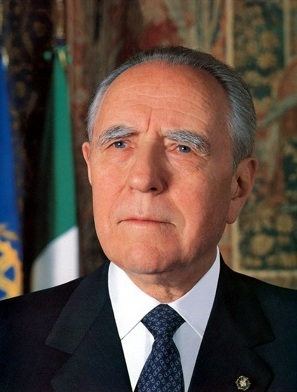
Carlo Azeglio Ciampi

- Azeglio Bemporad, astronomo e matematico italiano
- Carlo Azeglio Ciampi, economista e politico italiano
- Azeglio Vicini, giocatore e allenatore di calcio italiano